# Bezdekia
Bezdekia is een geslacht van kevers uit de familie bladkevers (Chrysomelidae).
De wetenschappelijke naam van het geslacht werd in 2005 gepubliceerd door Warchalowski.

## Soorten
- Bezdekia tenebrosa Warchalowski, 2005